# Dead or Alive (serie)

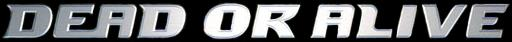
Logo di Dead or Alive dal terzo capitolo

Dead or Alive (デッド オア アライブ?, Deddo oa Araibu) è una serie di videogiochi di combattimento, con alcuni titoli spin-off sportivi. La serie è stata creata da Tomonobu Itagaki, sviluppata dal Team Ninja e distribuita dalla Tecmo. La serie è nota soprattutto per il triangle system, il particolare sistema di combattimento utilizzato in ogni episodio della serie e per la protagonista, Kasumi.

## Sviluppo

### Concezione
La serie è stata creata da Tomonobu Itagaki una volta diventato un programmatore della Tecmo, con l'intento di aumentare le vendite dell'azienda. La sua idea era quella di sviluppare una serie che avrebbe avuto un solido fandom attraverso gli anni, e decise di creare la divisione interna attualmente nota come Team Ninja. Il titolo Dead or Alive, letteralmente "vivo o morto", si riferisce proprio alla riuscita del progetto di attrarre nuovi giocatori.
L'ispirazione per Dead or Alive deriva dalla serie giapponese Fatal Fury e da quella statunitense Mortal Kombat, entrambe picchiaduro: dalla prima ha ripreso la velocità del combattimento e il fascino dei personaggi, mentre dalla seconda la possibilità di scaraventare i combattenti oltre i confini del ring. Durante un'intervista a Game Informer del 2004 dichiarò: «Volevo creare qualcosa che cogliesse l'attenzione delle persone mentre lavoravo a DOA. Certo, DOA è conosciuto per i suoi seni saltellanti. Bene, non è stata un'idea mia. Ho preso l'idea da uno dei videogiochi in 2D della serie Fatal Fury di SNK. Ovviamente quando è stata riproposta in 3D, il risultato era quasi troppo esagerato per gli spettatori. E ancora, cadere da luoghi alti reca danni ai personaggi di DOA, ma l'idea viene da Mortal Kombat. Nel caso di Mortal Kombat, se il combattente cade semplicemente muore. Finisce il gioco. Però pensammo che sarebbe stato più interessante continuare il combattimento dopo la caduta. E così facemmo». Sul contribuito della serie al genere picchiaduro, Itagaki ha aggiunto: "Voglio che le persone ricordino DOA come un gioco molto aggressivo e combattivo. Per i contributi al genere, lo vedo come qualcosa di simile al processo che ha portato il sushi a diventare un prodotto globale. Per esempio, ad alcune persone piace la grafica, ad altre l'animazione, ad altre ancora il character design accattivante. Attraverso DOA, vogliamo raggiungere il numero massimo di persone e diventare un gioco mainstream.
In un'intervista del 2008, l'ideatore ha dichiarato: «Uno dei punti su cui i miei colleghi e io siamo d'accordo è che siamo stati in grado di raggiungere il picchiaduro per eccellenza con DOA4. Non abbiamo intenzione di estendere la serie». Pochi mesi dopo, a causa di problemi finanziari con l'allora presidente della Tecmo, Yoshimi Yasuda, Itagaki ha abbandonato definitivamente l'azienda. La Tecmo ha comunicato che né il Team Ninja né i progetti Dead or Alive e Ninja Gaiden sarebbero stati abbandonati dopo l'uscita di scena di Itagaki, e che i progetti in corso sarebbe continuati. Dal 2008 Yōsuke Hayashi, già membro del Team Ninja e produttore di Ninja Gaiden Sigma, è diventato il nuovo capo della divisione, definendo un approccio più elegante alla serie. Dead or Alive 5 ha proposto uno stile dei personaggi molto più realistico rispetto ai titoli precedenti, che risultavano molto vicini allo stile fumettistico, e altri elementi sono stati enfatizzati, come il sudore che cola sul viso dei combattenti, costumi che si sporcano o diventano semitrasparenti quando bagnati, e più recentemente, in Dead or Alive 5 Last Round, costumi che si distruggono in base ai colpi inflitti.

### Connessione conNinja Gaiden
La serie classica di Ninja Gaiden della Tecmo, distribuita dal 1988 al 1995, è stata riproposta nel 2004 da Tomonobu Itagaki e dal Team Ninja, intrecciando i personaggi e gli eventi con quelli di Dead or Alive. Il reboot della serie, pensato come prequel spirituale della serie classica piuttosto che canone, ha permesso agli sviluppatori di spaziare con l'universo delle due serie e con l'inclusione dei personaggi nei diversi videogiochi. In questo modo il nuovo Ninja Gaiden è stato presentato come prequel del primo Dead or Alive, ed ha visto i camei di personaggi come Ayane e Kasumi in Ninja Gaiden e di Irene Lew in Dead or Alive Dimensions nella storia dei rispettivi titoli. Di recente Momiji e Rachel di Ninja Gaiden sono diventati personaggi giocabili di Dead or Alive 5 Ultimate e Last Round, anche se non hanno connessioni con la storia del gioco.

### Collaborazioni
Nel corso degli anni il Team Ninja ha collaborato con diverse aziende videoludiche e artisti, collaborazioni che hanno portato all'inclusione di personaggi ospiti, di costumi, di livelli o di altri oggetti in Dead or Alive. Nel particolare hanno collaborato con Acclaim Studios Teesside (Shadow Man), con Bungie Studios (Halo), con SEGA (Virtua Fighter), con Nintendo (Metroid: Other M), con Marvelous Entertainment (Senran Kagura), con Square Enix (Schoolgirl Strikers), con Nihon Falcom (The Legend of Heroes e Ys Origin), Game Arts (Ragnarok Odyssey ACE), con il disegnatore Tamiki Wakaki, autore di The World God Only Knows e lo studio d'animazione Tatsunoko Production, produttore di anime come Yattaman e Gatchaman.
Altre serie di videogiochi di Koei Tecmo che hanno sfruttato queste collaborazioni includono Ninja Gaiden, Deception, Rakushō! Pachi-Slot sengen, Monster Rancher, Dynasty Warriors e Project Zero.

## Modalità di gioco

### Sistema triangolare
Nel primo capitolo, Dead or Alive, fu proposto un sistema di combattimento basato sul concetto di morra cinese, rimasto pressoché inalterato durante l'intera serie. In questo caso i tre elementi della morra cinese sono: i "colpi", attacchi fisici con calci e pugni, efficaci contro le prese; le "proiezioni", contromosse offensive che bloccano i colpi; le "prese", attacchi che agganciano l'avversario in una sequenza animata, adatte a contrastare le contromosse. Oltre al sistema triangolare si è cercato di sviluppare un sistema d'attacco molto veloce ed immediato, bilanciato dalla possibilità di schivare o bloccare gli attacchi, offrendo molte possibilità di effettuare combo. A partire da Dead or Alive 2, tutte le mosse sono state divise in alte, medie e basse, aggiungendo più profondità al gioco.
Una delle novità introdotte in Dead or Alive 5 sono i colpi potenti, cioè dei colpi che richiedono tempo per essere eseguiti ma se colpiscono l'avversario danno il via ad una sequenza animata, spesso scagliando l'avversario verso elementi animati del livello. È possibile caricare questi colpi solo se si possiede meno del 50% dell'energia. D'altra parte ci sono i colpi critici, attacchi finali di alcune combo che stordiscono l'avversario.

### Zone pericolose
Una delle novità di Dead or Alive rispetto agli altri picchiaduro dell'epoca è stata l'introduzione delle zone pericolose (danger zone), delle zone esterne al ring piene di esplosivi: mandando l'avversario in questa zona vengono inflitti dei danni extra e lo scaraventano in aria, dando la possibilità di attaccarlo mentre scende verso il pavimento. Nei videogiochi successivi le danger zone perimetrali vennero abbandonate a favore di altri tipi: in Dead or Alive 2 vennero aggiunti livelli composti da più piani, in cui è possibile far cadere l'avversario oltre barriere e balconate, e livelli in cui il muro è ricoperto di esplosivi; in Dead or Alive 3 sono stati implementati degli elementi distruttibili contro cui scaraventare l'avversario, come finestre, muri o stalagmiti; in Dead or Alive 4 sono presenti degli ostacoli mobili che popolano alcuni livelli, come automobili o leopardi.
In Dead or Alive 5 sono state proposte diverse novità, oltre che alle zone pericolose già presenti nei capitoli precedenti. Una delle novità sono le zone attrazione dinamica, in cui diverse aree, se toccate, modificano l'intero livello, rendendolo pendente o mobile. Un'altra caratteristica è l'aggiunta dei livelli appeso a un filo (cliffhanger), in cui è possibile rimanere aggrappati ai bordi del livello senza cadere immediatamente, e decidere se rimanere aggrappati con la possibilità di essere attaccati dall'avversario oppure cadere e ricevere dei danni moderati. Se si rimane aggrappati, è possibile sia difendersi che cercare di attaccare l'avversario.

### Modalità
La modalità di gioco principale è la modalità storia, in cui il personaggio si scontra con diversi avversari e infine con il boss finale. Questa modalità ha spesso inframmezzi animati che seguono l'evoluzione del personaggio ed è presente in DOA2, DOA3 e DOA4. In Dead or Alive Dimensions è stata sostituita dalla modalità cronaca, in cui si segue una storia lineare e vengono utilizzati tutti i personaggi nelle diverse fasi di essa; anche in DOA5, con il nome della modalità avventura, si segue una storia uguale per tutti i personaggi.
Altre modalità presenti in tutti i titoli sono la modalità scontro (versus), in cui ci si scontra con un avversario in un singolo match; la modalità sfida sul tempo (time attack) dove l'obiettivo è sconfiggere i nemici nel minor tempo; la modalità partite in coppia (tag), che consente di scambiare due personaggi nello stesso match; la modalità sopravvivenza (survival), in cui si affrontano un numero di nemici infinito; la modalità team fight, dove si scelgono sette personaggi e scendono in campo uno dopo l'altro; la modalità allenamento (training) per l'addestramento; la modalità online per giocare online. Sono presenti anche altre modalità interattive e multimediali, come la modalità spettatore (watch) per vedere match controllati dall'AI, la modalità watch per scattare foto e quella album per rivederle e la modalità movie e music per vedere filmati ed ascoltare le canzoni e la colonna sonora.

## Trama
La storia di Dead or Alive narrata fino a Dead or Alive 4 è stata raccontata nuovamente nel titolo Dead or Alive Dimensions, che ha apportato delle modifiche attraverso il retconning, modificando delle incongruenze, introducendo nuovi personaggi e ampliando altri ruoli. La storia qui seguente è quella narrata da Dead or Alive Dimensions e Dead or Alive 5.
Nel primo capitolo, Dead or Alive, Kasumi, giovane kunoichi del clan Mugen Tenshin, si iscrive al torneo internazionale di arti marziali Dead or Alive, organizzato dall'azienda DOATEC, per uccidere suo zio Raidou, ninja in esilio, che ha causato il coma a suo fratello maggiore, Hayate, diversi anni prima. Parteciperanno al torneo anche altri combattenti, come Tina Armstrong e suo padre Bass, Zack per il bottino in denaro, Gen Fu per pagare le cure mediche a sua nipote, il mercenario sotto copertura Bayman, due giovani ragazzi cinesi, Jann Lee e Leifang, il ninja amico di Hayate, Ryu Hayabusa, e infine la sorellastra di Kasumi, Ayane la cui missione è trovarla e ucciderla, in quanto lasciando il villaggio per vendicare il fratello è considerato tradimento. Il primo capitolo si conclude con la vittoria di Kasumi e la morte di Raidou, anche se Kasumi viene fatta prigioniera dalla DOATEC e il capo dell'azienda viene assassinato da Bayman sotto ordine del misterioso dottor Victor Donovan.
Nel secondo titolo, Dead or Alive 2, viene rivelato il motivo della cattura di Kasumi: uno dei progetti di Donovan è la creazione di un superuomo attraverso la clonazione e miglioramenti biochimici. Viene così creata Kasumi Alpha, primo clone di Kasumi, attraverso il Progetto Alpha, anche se poco dopo lo scienziato dà il via al Progetto Epsilon, usando come cavia Hayate ancora comatoso. Nel frattempo uno dei ninja del clan Mugen Tenshin, Genra, decide di allearsi con la DOATEC e cerca di distrarre il clan aprendo un varco con il mondo dei tengu, causando l'arrivo di Bankotsubo. Tra i nuovi partecipanti figurano Helena Douglas, figlia del fondatore della DOATEC e adesso capo dell'organizzazione, Ein, l'alter ego di Hayate senza ricordi, e Leon, mercenario italiano. Alla fine del torneo, Ryu Hayabusa sconfigge il tengu, mentre Hayate, dopo uno scontro con la sorella, riacquista i suoi ricordi.
Nel terzo titolo, Dead or Alive 3, Hayate è diventato il 18° capo del clan ed è pronto a trovare e sconfiggere Genra, fuggito dalla DOATEC, mentre sua sorella Kasumi è ancora considerata una traditrice ed è sempre in fuga. Donovan dà il via al Progetto Omega, cioè la trasformazione di Genra in un superuomo, tenendo tutto nascosto al capo dell'azienda, Helena, dopo non essere riuscito ad assassinarla. Vengono introdotti Hitomi, ragazza tedesca in cerca di Ein, Brad Wong, zingaro cinese in cerca di una mitica bevanda e Christie, assassina che lavora in incognito per conto di Donovan come assistente di Helena. Il torneo si conclude con la sconfitta di Genra da parte di Ayane ed Hayate con l'aiuto di Ryu Hayabusa.
In Dead or Alive 4, lo scienziato Victor Donovan riesce con successo a creare l'arma umana perfetta, Alpha-152, modificando il primo clone da lui creato, Kasumi Alpha. Helena si accorge dei piani dello scienziato e tenta di fermarlo, anche se è ormai troppo tardi. Decide comunque di averne abbastanza della DOATEC, e mentre i ninja del clan Mugen Tenshi con l'aiuto di Ryu Hayabusa attaccano la sede principale dell'azienda, la Tritorre DOATEC, Helena imposta il sistema di autodistruzione dell'edificio. Nel frattempo Kasumi si ritrova a combattere con il suo clone, che però riesce a fuggire. I nuovi personaggi sono Lisa Hamilton, scienziata responsabile del Progetto Epsilon, Eliot, nipote di Gen Fu, e Kokoro, sorellastra di Helena.
In Dead or Alive 5 Helena riprende pieno controllo della DOATEC e inizia i preparativi per il quinto torneo. Nel frattempo Kasumi viene riammessa al suo villaggio, in cui si nasconde, perché è ancora bersaglio di Donovan e della sua nuova organizzazione MIST. Hayate, Ayane e Ryu continuano la loro ricerca per sconfiggere definitivamente Alpha-152, solo per accorgersi che il modello è stato ulteriormente migliorato e può prendere le sembianze degli altri ninja. Nuovi personaggi comprendono Mila, una ragazza spagnola, e Rig, introdotto come un ragazzo senza passato, ma in realtà figlio di Donovan.

## Videogiochi
La serie principale Dead or Alive include cinque videogiochi di combattimento, uniti tra loro dallo svilupparsi della trama e dall'ordine cronologico. Dei primi due episodi, sono presenti differenti remake ed edizioni, ma i capitoli della storia sono sempre suddivisi in cinque episodi. L'originale Dead or Alive, come affermato dal produttore Itagaki, fu ispirato da Virtua Fighter. Come altri picchiaduro 3D, come per la serie Tekken, ebbe un enorme successo in Giappone e Nord America. Il suo sistema di combattimento, con la nuova aggiunta di controprese ed enfasi sulla velocità, rappresentò un vero e proprio passo verso i moderni videogiochi di combattimento.

### Serie principale

#### Dead or Alive
Dead or Alive uscì inizialmente per arcade nel 1996, per poi essere adattato per Sega Saturn. I personaggi giocabili erano 8, ma una nuova versione del videogioco, per PlayStation e poi per arcade, li fece passare a 11. Nel 2004 fu riproposta la versione Sega Saturn nella compilation Dead or Alive Ultimate.

#### Dead or Alive 2
Dopo il successo del primo capitolo, venne prodotto Dead or Alive 2, divenne disponibile nel 1999, inserendo introduzioni in grafica computerizzata e una trama ripresa del primo capitolo. Furono inoltre introdotte le danger zone, ovvero le zone di alcuni scenari in grado di danneggiare il personaggio, come rompere pareti o cadere da edifici. I personaggi giocabili delle prime versioni era 12, ma con continui miglioramenti e uscite localizzate furono portati a 14. Con la compilation Dead or Alive Ultimate del 2004, il videogioco venne un'ultima volta migliorato, arrivando a 11 versioni differenti. Quest'ultima era basata su Dead or Alive 3 uscito qualche anno prima, e comprendeva 15 personaggi giocabili.
È l'episodio più famoso ed acclamato dell'intera serie, ed è uscito, oltre che negli arcade, anche su Dreamcast (nelle versioni standard e limited edition) e PlayStation 2 (nella sola versione HardCore). Dead or Alive 2 Ultimate è invece uscito solo su Xbox.

#### Dead or Alive 3
Nel 2001 Dead or Alive 3 fu distribuito per Xbox come titolo di lancio e segnò l'arrivo della serie sulla nuova console Microsoft. Il sistema di combattimento fu migliorato e velocizzato, e la grafica raggiunse vette quasi inarrivabili per il tempo. Pur avendo un notevole successo, se paragonato a Dead or Alive 2, si poteva notare una mancanza di elementi sbloccabili, come costumi, personaggi e stage. Ad ogni modo, Dead or Alive 3 divenne il capitolo della serie più proficuo. Una versione online per PC chiamata Dead or Alive Online fu ideata su questo episodio della serie, ma venne in seguito scartata.

#### Dead or Alive 4
Dead or Alive 4 fu lanciato per Xbox 360 nel 2005. Molto simile a Dead or Alive Ultimate, era stata aggiunta la possibilità di giocare online. Tre personaggi sono stati aggiunti, compresi vecchi personaggi non presenti nella modalità storia, ma giocabili nelle altre modalità.
Fu uno dei primi titoli che mostravano la potenza della console.

#### Dead or Alive 5
Dead or Alive 5 è stato pubblicato nell'anno 2012 per i sistemi PlayStation 3 e Xbox 360. Vari remake e porting includono Dead or Alive 5 Plus (per PSVita), Dead or Alive 5 Ultimate (per PlayStation 3, Xbox 360 e arcade) e Dead or Alive 5 Last Round (per PlayStation 3, PlayStation 4, Xbox 360, Xbox One e Windows).

#### Dead or Alive 6
Dead or Alive 6 è stato annunciato l'8 giugno 2018 per PlayStation 4, Xbox One e Windows. Il titolo è uscito il 1º marzo 2019.

### Spin-offXtreme
La serie Xtreme è composta da tre videogiochi spin-off di genere sportivo, distaccandosi quindi dallo stile generale della serie. La serie nasce sulla premessa che Zack abbia vinto il terzo torneo, e con i soldi abbia comprato un'isola, l'Isola di Zack, e abbia poi invitato le concorrenti dei precedenti tornei a fare una vacanza. In realtà il terzo torneo è stato vinto da Ayane, e la serie non è considerata parte del canone.

#### Dead or Alive Xtreme

L'isola di Zack

Questo videogioco vede come protagonisti i combattenti femminili comparsi nella serie fino a Dead or Alive 3, per un totale di sette ragazze, più una nuova aggiunta introdotta come amica di Tina, Lisa Hamilton. Quest'ultima comparirà successivamente anche nella serie principale come personaggio giocabile.
All'inizio del gioco è necessario scegliere una ragazza con cui giocare, ognuna con dei tratti e caratteristiche singolari, e passare due settimane sull'Isola di Zack, facendo varie attività. Il giorno è infatti diviso in tre parte, mattina, pomeriggio e sera, e si possono fare delle attività particolare in questo tempo. Il beach volley rappresenta la parte più importante del gioco, e sarà compito del giocatore trovare un partner con cui giocare, anche se all'inizio viene presentato un partner automatico.
I soldi vinti nel gioco, i dollari di Zack, servono a comprare diversi oggetti, principalmente accessori d'abbigliamento e costumi, che possono essere fatti indossare al personaggio oppure regalati alle altre ragazze per migliorare la relazione con esse. Lo scopo a lungo termine del gioco sarebbe completare la collezione personale di costumi di ogni ragazza.
Oltre al beach volley sono presenti alcuni minigiochi e un casinò con diversi giochi d'azzardo.

#### Dead or Alive Xtreme 2
Il seguito di Dead or Alive Xtreme Beach Volleyball, uscito nel 2006 per Xbox 360. Zack invita nuovamente le ragazze sulla nuova isola di Zack, questa volta con l'aggiunta di Kokoro, personaggio introdotto in Dead or Alive 4. Basato sulle stesse meccaniche del primo capitolo, vengono aggiunte nuove funzionalità, come la possibilità di gareggiare con moto d'acqua, rubabandiera, di girare dei filmati e via dicendo.
Dead or Alive Paradise è un porting di Dead or Alive Xtreme 2 per PlayStation Portable, distribuito nel 2010. Si differenzia per l'aggiunta del personaggio Rio e la modalità fotografia.

#### Dead or Alive Xtreme 3 FortuneeVenus
Il videogioco è stato annunciato al Dead or Alive Festival, evento dedicato alla serie tenutosi il 1º agosto 2015 a Tokyo. Sono attualmente in fase di sviluppo due versioni, Dead or Alive Xtreme 3 Fortune (デッド オア アライブ エクストリーム 3 フォーチュン?) per PlayStation 4 e Dead or Alive Xtreme 3 Venus (デッド オア アライブ エクストリーム 3 ヴィーナス?) per PlayStation Vita. La distribuzione è programmata esclusivamente per il mercato giapponese e quello asiatico.

### Altri titoli

#### Dead or Alive Ultimate
Dead or Alive Ultimate è una compilation del 2004 contenente un porting ad alta risoluzione con supporto al gioco online della versione per SEGA Saturn del primo Dead or Alive, e un vero e proprio remake di Dead or Alive 2, anch'esso con supporto al gioco online, uscito in esclusiva per Xbox, in un cofanetto contenente due dischi. Esso aggiunge Hitomi come personaggio giocabile e numerosi nuovi costumi. Il remake di Dead or Alive 2 è stato effettuato con l'engine grafico di Dead or Alive 3, con alcune migliorie.

#### Dead or Alive Dimensions
Questo titolo per Nintendo 3DS è un riepilogo dell'intera serie, incentrato sulla modalità Chronicle, in cui si possono rivivere le vicende dell'intera saga, uscito ben sei anni dopo Dead or Alive 4.

#### The Girls of Dead or Alive: Blackjack
The Girls of Dead or Alive: Blackjack è un videogioco per iOS del 2009, in cui il giocatore si cimenta a partite di blackjack.

### Progetti cancellati

#### Dead or Alive Code: Cronus
Dead or Alive Code: Cronus era il titolo provvisorio di un videogioco progettato da Itagaki, apparso per la prima volta in una immagine promozionale di Dead or Alive. In un'intervista con Kikizo, Itagaki dichiarò che il gioco sarebbe stato un prequel della serie incentrato sulle avventure di Ayane e Kasumi antecedenti al primo torneo DOA, con elementi d'azione o GdR, e legato al filmato iniziale di Dead or Alive Ultimate, in cui viene esplorata l'infanzia delle due combattenti.
Dopo le dimissioni di Itagaki, il progetti è stato cancellato.

#### Project Progressive
Project Progressive era il nome di sviluppo di un progetto di Itagaki, comparso insieme a Dead or Alive Code: Cronus in un'immagine promozionale di Dead or Alive 4. Anche questo progetto è stato abbandonato dopo le dimissioni di Itagaki.

#### Dead or Alive Online
Dead or Alive Online era un titolo online sviluppato per Microsoft Windows dalla casa di sviluppo cinese Lievo Studio, basato su Dead or Alive 3. Il videogioco era entrato in beta nel dicembre 2008 e doveva essere pubblicato a livello globale dopo i Giochi della XXIX Olimpiade di Pechino, ma subì dei ritardi. Nell'agosto 2009 il gioco passò in open beta, ma nel 2010 la Tecmo Koei decide di bloccare il progetto e di chiudere tutti i server del gioco.

## Lista completa
La serie Dead or Alive conta fino ad ora 29 titoli, di cui l'ultimo annunciato, differenziati per versione e per console: prima della pubblicazione di Dead or Alive 3, che sancì il ritorno della serie, il mercato della pubblicazione videoludica non era poco lineare, con pubblicazioni geograficamente stabilite (e non globali come al giorno d'oggi) e continui remake e porting basati su versioni differenti.
| Dead or Alive                         |                                       |                                                           |                   |                   |                   |
| 1                                     | Dead or Alive                         | Arcade (Model 2)                                          | novembre 1996     | novembre 1996     | 1996              |
| 2                                     | Dead or Alive                         | Sega Saturn                                               | 9 ottobre 1997    | non distribuito   | non distribuito   |
| 3                                     | Dead or Alive                         | PlayStation, PlayStation Portable, PlayStation 3          | 12 marzo 1998     | 27 marzo 1998     | luglio 1998       |
| 4                                     | Dead or Alive ++                      | Arcade (JAMMA)                                            | novembre 1998     | non distribuito   | non distribuito   |
| 5                                     | Dead or Alive 1 Ultimate              | Xbox                                                      | 3 novembre 2004   | 26 ottobre 2004   | 18 febbraio 2005  |
| Dead or Alive 2                       |                                       |                                                           |                   |                   |                   |
| 6                                     | Dead or Alive 2                       | Arcade (Sega NAOMI)                                       | 16 ottobre 1999   | non distribuito   | non distribuito   |
| 7                                     | Dead or Alive 2 Millennium            | Arcade (Sega NAOMI)                                       | 18 gennaio 2000   | non distribuito   | non distribuito   |
| 8                                     | Dead or Alive 2                       | Dreamcast                                                 | non distribuito   | febbraio 2000     | non distribuito   |
| 9                                     | Dead or Alive 2                       | PlayStation 2                                             | marzo 2000        | non distribuito   | non distribuito   |
| 10                                    | Dead or Alive 2                       | Dreamcast                                                 | non distribuito   | non distribuito   | luglio 2000       |
| 11                                    | Dead or Alive 2: Regular Ed.          | Dreamcast                                                 | 28 settembre 2000 | non distribuito   | non distribuito   |
| 11                                    | Dead or Alive 2: Limited Ed.          | Dreamcast                                                 | 28 settembre 2000 | non distribuito   | non distribuito   |
| 12                                    | Dead or Alive 2: Hardcore             | PlayStation 2, PlayStation 3                              | non distribuito   | 25 ottobre 2000   | non distribuito   |
| 13                                    | DOA2 Hardcore                         | PlayStation 2, PlayStation 3                              | 14 dicembre 2000  | non distribuito   | non distribuito   |
| 13                                    | DOA2: Dead or Alive 2                 | PlayStation 2                                             | non distribuito   | non distribuito   | 15 dicembre 2000  |
| 14                                    | Dead or Alive 2 Ultimate              | Xbox                                                      | 3 novembre 2004   | 26 ottobre 2004   | 18 febbraio 2005  |
| Dead or Alive 3                       |                                       |                                                           |                   |                   |                   |
| 15                                    | Dead or Alive 3                       | Xbox                                                      | 22 febbraio 2002  | 15 novembre 2001  | 14 marzo 2002     |
| 16                                    | Dead or Alive Online                  | Windows                                                   | non distribuito   | non distribuito   | non distribuito   |
| Dead or Alive Xtreme Beach Volleyball |                                       |                                                           |                   |                   |                   |
| 17                                    | Dead or Alive Xtreme Beach Volleyball | Xbox                                                      | 23 gennaio 2003   | 22 gennaio 2003   | 28 marzo 2003     |
| Dead or Alive 4                       |                                       |                                                           |                   |                   |                   |
| 18                                    | Dead or Alive 4                       | Xbox 360                                                  | 29 dicembre 2005  | 29 dicembre 2005  | 27 gennaio 2006   |
| Dead or Alive Xtreme 2                |                                       |                                                           |                   |                   |                   |
| 19                                    | Dead or Alive Xtreme 2                | Xbox 360                                                  | 22 novembre 2006  | 13 novembre 2006  | 8 dicembre 2007   |
| 20                                    | Dead or Alive Paradise                | PlayStation Portable                                      | 2 aprile 2010     | 30 marzo 2010     | 1º aprile 2010    |
| Dead or Alive Dimensions              |                                       |                                                           |                   |                   |                   |
| 21                                    | Dead or Alive Dimensions              | Nintendo 3DS                                              | 19 maggio 2011    | 20 maggio 2011    | 24 maggio 2011    |
| Dead or Alive 5                       |                                       |                                                           |                   |                   |                   |
| 22                                    | Dead or Alive 5                       | PlayStation 3, Xbox 360                                   | 27 settembre 2012 | 25 settembre 2012 | 28 settembre 2012 |
| 23                                    | Dead or Alive 5 Plus                  | PlayStation Vita                                          | 20 marzo 2013     | 19 marzo 2013     | 22 marzo 2013     |
| 24                                    | Dead or Alive 5 Ultimate              | PlayStation 3, Xbox 360                                   | 5 settembre 2013  | 3 settembre 2013  | 6 settembre 2013  |
| 25                                    | Dead or Alive 5 Ultimate: Arcade      | Arcade                                                    | 24 dicembre 2013  | non distribuito   | non distribuito   |
| 26                                    | Dead or Alive 5 Last Round            | PlayStation 3, PlayStation 4, Xbox 360, Xbox One, Windows | 19 febbraio 2015  | 17 febbraio 2015  | 20 febbraio 2015  |
| Dead or Alive Xtreme 3                |                                       |                                                           |                   |                   |                   |
| 27                                    | Dead or Alive Xtreme 3 Fortune        | PlayStation 4                                             | 25 febbraio 2016  | non distribuito   | non distribuito   |
| 28                                    | Dead or Alive Xtreme 3 Venus          | PlayStation Vita                                          | 25 febbraio 2016  | non distribuito   | non distribuito   |
| Dead or Alive 6                       |                                       |                                                           |                   |                   |                   |
| 29                                    | Dead or Alive 6                       | PlayStation 4, Xbox One, Windows                          | 1º marzo 2019     | 1º marzo 2019     | 1º marzo 2019     |

## DOA: Dead or Alive
Il lungometraggio DOA: Dead or Alive uscì in Italia a settembre 2006. Diretto da Corey Yuen, comprende attori come Devon Aoki, Holly Valance, Jaime Pressly e Sarah Carter.
Il film si basa sull'omonima serie, concentrandosi principalmente sulle figure di Kasumi, Tina, Christie ed Helena. Altri personaggi della serie sono comunque presenti, ma ad alcuni di essi sono riservati soltanto dei cameo. La storia riprende gran parte del secondo capitolo della serie, ma ci sono elementi e personaggi ripresi dal quarto, contando anche una partita di beach volley, chiaro riferimento a Dead or Alive Xtreme. Il film tuttavia non è stato molto ben accolto dalla critica.